# 1862 en photographie
| Années de la photographie : 1859 - 1860 - 1861 - 1862 - 1863 - 1864 - 1865    |
| Décennies de la photographie : 1830 - 1840 - 1850 - 1860 - 1870 - 1880 - 1890 |

Cet article présente les faits marquants de l'année 1862 en photographie.

## Événements
- janvier : les photographes Étienne Carjat et Alphonse de Launay publient à Paris un hebdomadaire, Le Boulevard, illustré de lithographies.
- Pierre Petit perd le procès qu'il avait intenté contre son ancien associé Antoine Trinquart qui avait installé un studio photographique à moins de mille mètres de celui de Petit, rue Cadet, à Paris[1] ; Petit est nommé photographe de l'épiscopat et des ordres religieux, et réalise une série de portraits d'ecclésiastiques dans toute la France.
- Création sous l'impulsion de Nadar de la Chambre syndicale de la photographie professionnelle) (CSPP) en France[2].
- 10 avril : la chambre des appels de Paris rend un jugement définitif dans une affaire de contrefaçon de portraits photographiques en faveur des photographes Pierre-Louis Pierson et les frères Mayer, et affirme que « les dessins photographiques » peuvent « être le produit de la pensée, de l’esprit, du goût et de l’intelligence de l’opérateur »[3].
- Au Japon, Ueno Hikoma ouvre son studio photographique à Nagasaki, Shimooka Renjō ouvre le sien à Noge (bientôt englobé dans Yokohama) et Kameya Tokujirō ouvre le premier studio photographique commercial de Kyoto.
- Alphonse Terpereau ouvre un atelier photographique à Arcachon.
- Lady Clementina Hawarden, photographe amateur, transforme le premier étage de sa maison familiale de South Kensington à Londres en studio photographique.

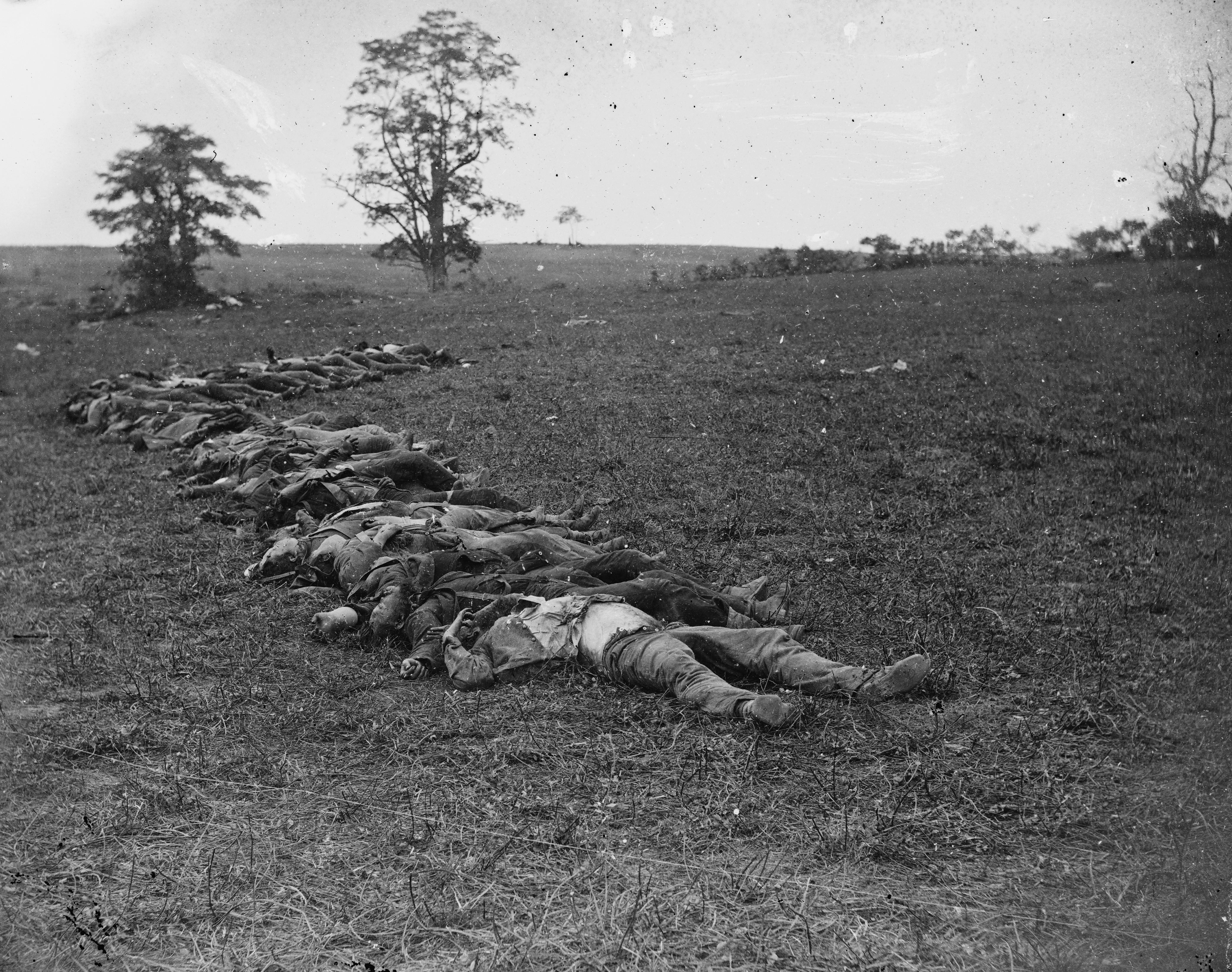
Alexander Gardner, Cadavres de soldats confédérés à Antietam, septembre 1862.

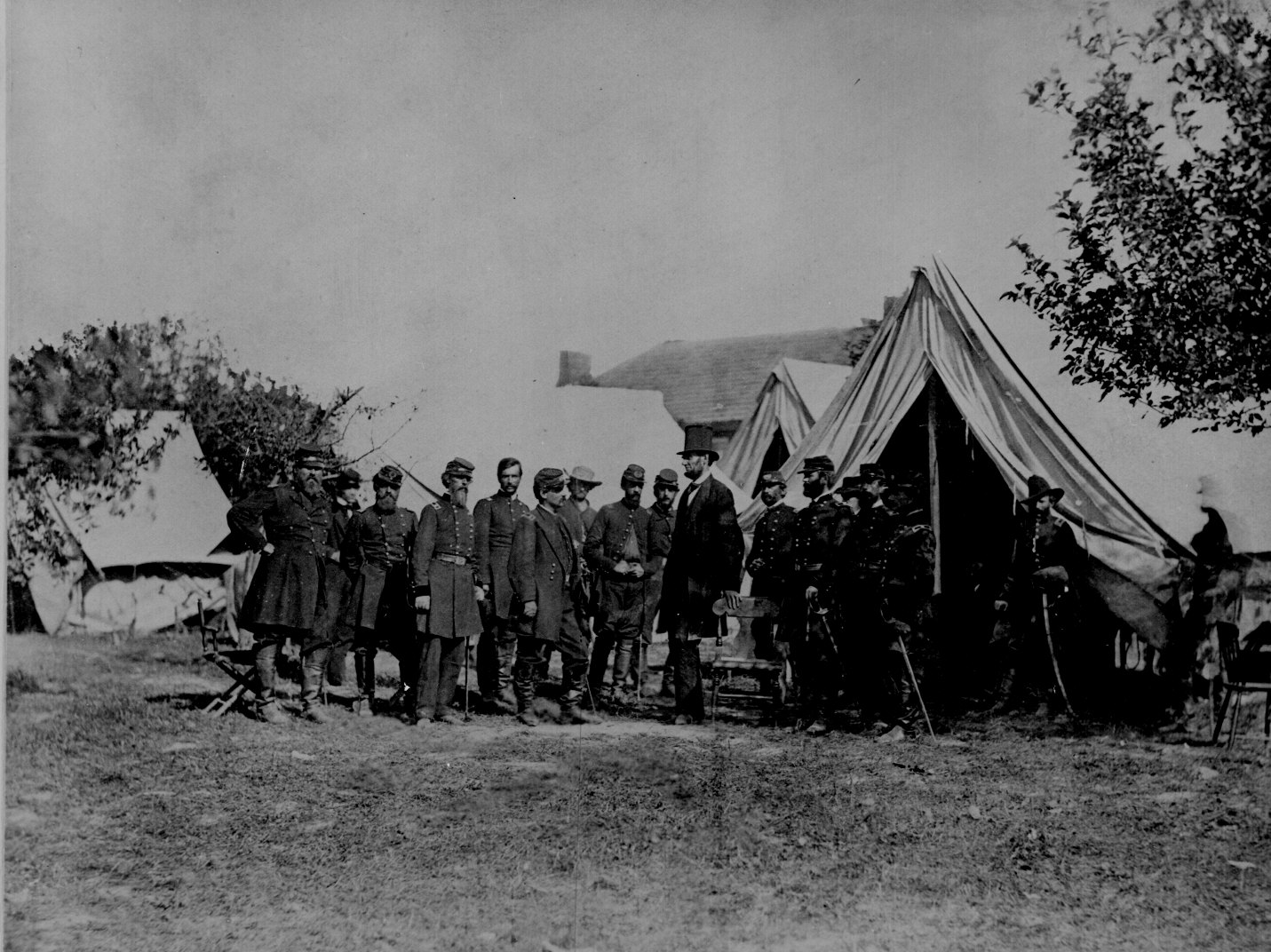
Alexandre Gardner, Lincoln visitant le champ de bataille d'Antietam le 3 octobre 1862

## Photographies notables
- septembre-octobre : Mathew Brady, Alexander Gardner et Timothy O'Sullivan photographient la Bataille d'Antietam (17 septembre) durant la guerre de Sécession aux États-Unis ; Gardner développe ses photographies dans son laboratoire itinérant. En octobre, Brady organise à New York une exposition des photographies de la bataille, certaines montrant des cadavres ensanglantés, une première aux États-Unis. Gardner et O'Sullivan cessent de travailler pour Brady, ce dernier ayant l'habitude de s'attribuer la paternité des travaux de ses employés en les estampillant « Photographed by Brady »[4].

- Été : Edmond Bacot, Adèle Hugo à Guernesey.
- Désiré Charnay, Cités et ruines américaines, album photographique présentant les sites précolombiens de Mitla, Izamal, Palenque, Uxmal et Chichén Itzá au Mexique Lire en ligne.

## Études, essais, articles
- Auguste Belloc, Photographie rationnelle. Traité complet théorique et pratique. Applications diverses. Précédé de l'histoire de la photographie, Paris, Édouard Dentu, 1862 [lire en ligne].
- Eugène Disdéri (préf. Lafon de Camarsac), L'Art de la photographie, Paris, 367 p. (lire en ligne).
- Pierre-Louis Pierson et Ernest Mayer, La photographie considérée comme art et comme industrie : histoire de sa découverte, ses progrès, ses applications, son avenir, Paris, Louis Hachette et Cie, IV-244 p. (En ligne sur Gallica).

## Naissances

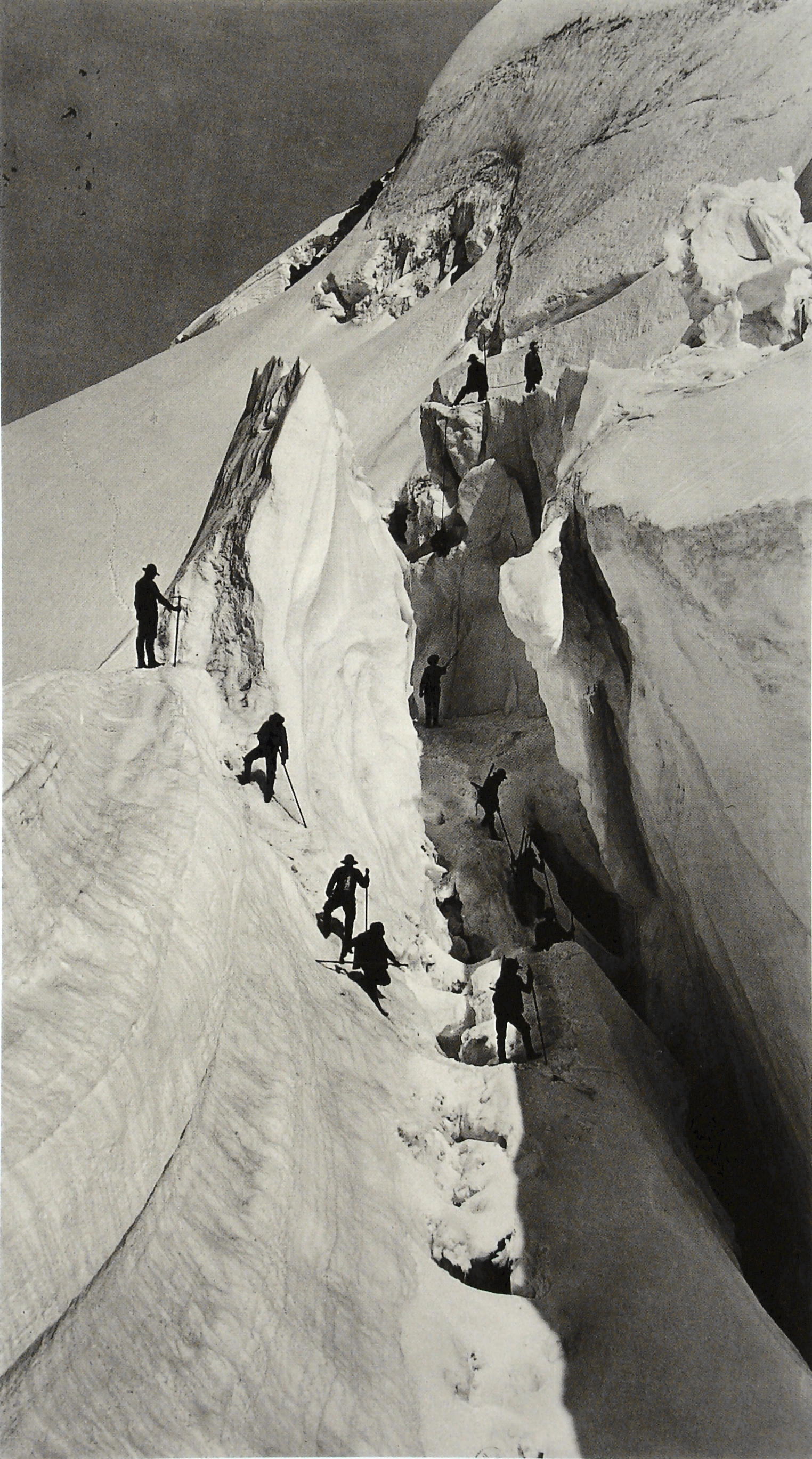
Louis-Auguste Bisson et Auguste-Rosalie Bisson, La crevasse. Prise de vue de 1862, lors de l'ascension du Mont Blanc, sur le chemin du grand Plateau.

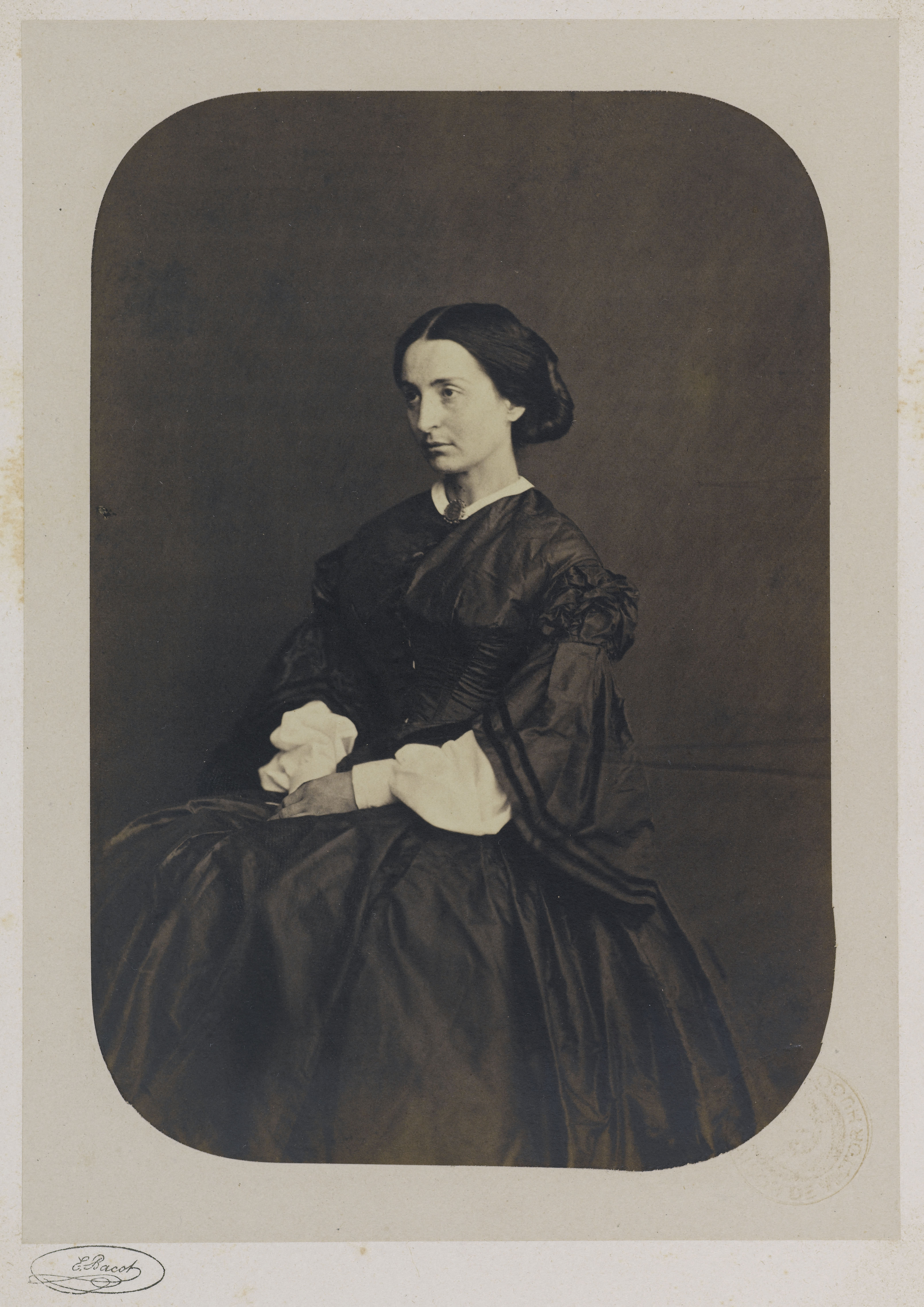
Edmond Bacot, Adèle Hugo à Guernesey, été 1862.

- 1er janvier : Ethel Brilliana Tweedie, écrivaine de voyages, peintre et photographe, mort le 15 avril 1940.
- 21 janvier : Pierre Dieulefils photographe et éditeur français de cartes postales, actif en Indochine, mort le 19 novembre 1937.
- 6 février : Wilhelm Degode, peintre et photographe allemand, mort le 26 novembre 1931.
- 12 février : Eugène Lefèvre-Pontalis, historien de l’architecture et archéologue français, utilisant la photographie pour ses recherches et ses cours, mort le 31 octobre 1923.
- 26 mars : Augustin Boutique, photographe français, mort le 9 février 1944.
- 27 mars : François-Rupert Carabin, sculpteur et photographe français, mort le 28 novembre 1932.
- 11 avril : Adeline Boutain, photographe et éditrice de cartes postales française, active en Vendée, morte le 13 février 1946.
- 15 avril : Marius Bar, photographe français, mort le 23 août 1930.
- 25 avril : Adolf Miethe, scientifique allemand, spécialiste de photochimie, un des pionniers de la photographie couleur, mort le 5 mai 1927.
- 6 mai : Edmond-Victor Boissonnas, photographe genevois, mort le 25 janvier 1890.
- 30 mai : Jacques de Thézac, yachtman, photographe et philanthrope français, mort le 23 juin 1936.
- 10 août : Eugène Lageat, photographe et éditeur de cartes postales français (date de décès inconnue).
- 15 août : Valentine Mallet, photographe suisse, morte le 12 septembre 1949.
- 2 septembre : François-Edmond Fortier, photographe et éditeur de cartes postales français, actif à Dakar, mort le 24 février 1928.
- 8 septembre : Alfred Raquez, voyageur, écrivain et photographe français, actif en Indochine, mort le 10 janvier 1907.
- 20 septembre : Ernest Florman, photographe et cinéaste suédois, mort le 15 décembre 1952.
- 22 septembre : Helen Messinger Murdoch, aviatrice et photographe américaine, morte le 29 mars 1956.
- 27 septembre : Edoardo Gioja, peintre et photographe italien, mort le 30 mai 1937.
- 30 septembre : Armand Henry Prillot, photographe français, mort le 13 avril 1910.
- 19 octobre : Auguste Lumière, inventeur, industriel et photographe français, mort le 10 avril 1954.
- 2 novembre : Camille Enlart, archéologue et historien de l'art français, utilisant la photographie lors de ses voyages de recherche, mort le 14 février 1927.
- 30 novembre : Karl Emil Ståhlberg, ingénieur, producteur de cinéma et photographe finlandais, mort le 27 juin 1919.
- 22 décembre : Antonio Cánovas del Castillo y Vallejo dit Kaulak, photographe espagnol, mort le 13 septembre 1933.
- 28 décembre : Christina Broom, photographe de presse écossaise, morte le 5 juin 1939.
- Date précise inconnue :
  - Jakub Henner, photographe polonais, mort en 1928.

## Décès
- 15 juillet : Alois Löcherer, photographe allemand, né le 14 août 1815.